# 로버트 월 (1927년)
로버트 월(영어: Robert Wahl, 1927년 11월 7일 ~ 2023년 12월 17일)은 미국의 미식축구 선수, 복싱 선수 전 미육군 병사이다.